# Troy (Tennessee)
Troy – miasto w Stanach Zjednoczonych, w stanie Tennessee, w hrabstwie Obion.